# João da Costa Bezerra de Carvalho
Padre João da Costa Bezerra de Carvalho foi um político pernambucano. Teve uma passagem breve pelo governo de Pernambuco como vice-presidente do senado estadual, em 1911.